# بنجامين ألفورد
بنجامين ألفورد (بالإنجليزية: Benjamin Alvord)‏ هو ضابط ورياضياتي وعالم نبات أمريكي، ولد في 18 أغسطس 1813 في Rutland (town), Vermont ‏ في الولايات المتحدة، وتوفي في 16 أكتوبر 1884 في واشنطن العاصمة في الولايات المتحدة.